# Micrapemon parvum
Micrapemon parvum är en tvåvingeart som beskrevs av Samuel Wendell Williston  1896. Micrapemon parvum ingår i släktet Micrapemon och familjen platthornsmyggor. Inga underarter finns listade i Catalogue of Life.